# Gellio Massimo
Gellio Massimo (in latino Gellius Maximus; ... – 219) è stato un politico e militare romano, usurpatore nel 219 contro l'imperatore Eliogabalo.

## Biografia
Figlio di Lucio Gellio Massimo, archiatra di Caracalla, Gellio divenne membro del Senato romano e servì come legato nella Legio IIII Scythica in Siria, la medesima che aveva portato al soglio imperiale Elogabalo. In occasione di alcune sommosse durante l'impero di Elogabalo (219), da poco insediato e causate dai provvedimenti del nuovo imperatore, Gellio si proclamò imperatore. Fece emettere monete celebrative dell'elezione, ma fu rapidamente sconfitto e giustiziato.